# Fuminori Ujihara
Fuminori Ujihara (宇治原 史規, Ujihara Fuminori, né le 20 avril 1976 à Shijōnawate), surnommé Ujy, est un comique japonais. Il est connu en tant que tsukkomi du duo owarai (duo comique) Rozan (ロザン), dont Hirofumi Suga (菅 広文, Suga Hirofumi) est le boke.

## Biographie
Ujihara rencontre Suga au lycée. Ils intègrent Yoshimoto Kōgyō en 1996, puis font leurs débuts sous le nom de Rozan en 1998.　En 2004, Ujihara obtient son diplôme en droit à l'Université de Kyōto.

## Média

### Télévision
- Quiz! Shinsuke-kun (クイズ！紳助くん)--Asahi Broadcasting *Chaque autre lundi
- Chichin-puipui (ちちんぷいぷい) -- Mainichi Broadcasting *Chaque mardi
- Gokigen Life Style Yo-i-don! (ごきげんライフスタイル よ〜いドン!) -- Kansai TV *Chaque vendredi
- Asapara! (あさパラ!) -- Yomiuri TV
- Quiz Presen Variety Q-sama!! (クイズプレゼンバラエティ Qさま！！) -- TV Asahi
- Nekketsu! Heisei Kyoiku Gakuin (熱血!平成教育学院) -- Fuji Television/CX
- Ima-chan no "Jitsu-wa..." (今ちゃんの「実は…」) -- Asahi Broadcasting
- Owarai Wide Show Marco Porori! (お笑いワイドショー マルコポロリ!) -- Kansai TV
- Nambo DE Nambo (ナンボDEなんぼ) -- Kansai TV
- Mizuno Maki no Maho no Restaurant (水野真紀の魔法のレストラン) -- Mainichi Broadcasting
- Bijo Saiban - Renai Saibanin Seido (美女裁判〜恋愛裁判員制度〜) -- Asahi Broadcasting

### Radio
- GAKU-Shock -- TBS Radio, ABC Radio